# Южно-Камерунский освободительный комитет
Южно-Камеру́нский освободи́тельный комите́т (англ. Southern Cameroons Liberation Council) — амбазонская зонтичная правительственная организация в формате круглого стола, объединяющая движения за федерализацию или независимость Южного Камеруна.  

## Состав
На I-ой Всенародной конференции Южного Камеруна, проходившей на территории США, Вашингтона, округа Колумбия с 29 по 31 марта 2019 года, куда были приглашены все представители организаций и движений за независимость или федерализацию Южного Камеруна, в рамках объединения усилий по стабилизации ситуации, Временное правительство Амбазонии постановила сформировать Южно-Камерунский освободительный комитет. 
Основные организации, присутствовавшие и вошедшие в ЮКОК:
- Временное правительство Амбазонии;
- Национальный совет Южного Камеруна;
- Объединённый фронт Южно-Камерунского консорциума Амбазонии;
- Африканское народно-освободительное движение;
- Движение за восстановление независимости Южного Камеруна;
- Народная конференция Южного Камеруна;

Управляющий совет Амбазонии отказался от участии в конференции.

## Деятельность
В качестве первого шага в своей деятельности, комитет постановил досрочно прекратить блокаду департамента Фако, так-как это не несёт стратегической важности, но при этом сильно сказывается на населении департамента. Совет самообороны Амбазонии попытался оспорить данное решение у Временного Правительства, так-как посчитал, что ЮКОК не имеет фактических полномочий на выдачу данных постановлений, однако ВП отклонила данную жалобу.
После того, как Поль Бийя объявил о проведении Большого национального диалога в рамках попытки разрешения вопроса о Южном Камеруне без признания независимости Амбазонии. Комитет отказался от участия в данном мероприятии, решив, что оно никак не повлияет на статус Южного Камеруна, и лишь является уловкой для отвлечения внимания. 